# Jalópenichy
Jalópenichy (bielorruso: Хало́пенічы) o Jolópenichi (ruso: Холо́пеничи) es un asentamiento de tipo urbano de Bielorrusia, perteneciente al raión de Krupki de la provincia de Minsk.
En 2023, el asentamiento tenía una población de 1370 habitantes. Es sede de un consejo rural que incluye 36 pedanías con una población añadida de unos mil cuatrocientos habitantes.
Se ubica unos 20 km al noroeste de Krupki, cerca del límite con la provincia de Vítebsk.

## Historia
Se conoce la existencia del asentamiento en documentos desde 1451, cuando era un pueblo del Gran Ducado de Lituania. Perteneció al pavietas de Orsha, por lo que, tras integrarse Orsha en el Imperio ruso en la partición de 1772, pasó a ser durante dos décadas el centro administrativo de la parte del pavietas que continuó en la República de las Dos Naciones. Los rusos anexionaron el pueblo en la partición de 1793 y desde entonces pasó a ser la sede de un vólost en el uyezd de Barysau. En 1920 pasó a formar parte de la RSS de Bielorrusia, donde fue capital distrital entre 1924 y 1931, y más tarde entre 1935 y 1960. Se considera asentamiento de tipo urbano desde 1938.